# Holmgrenia
Holmgrenia là một chi rêu trong họ Entodontaceae.